# آثار و احیاء
آثار و احیاء اثر رشیدالدین فضل‌الله همدانی در سده ۷ق/۱۴م، می‌باشد. آثار و احیاء، نخستین کتاب تخصصی کشاورزی در ایران پس از ورزنامه می‌باشد، با این تفاوت که نویسندهٔ آن یک دانشمند ایرانی است.

## انتشار کتاب
- این اثر، برای مدت‌های بسیار در دسترس نبوده‌است و تنها در متون دیگر در مورد آن سخن رفته بود. در برخی کتاب‌ها، نام این اثر را «آثار و اخبار» ذکر کرده‌اند زیرا برای مدت‌ها اطلاعی از اثر وجود نداشت.
- هرچند در سال ۱۲۸۴ش/۱۹۰۵م، عبدالغفار نجم‌الدوله در تلاش برای جمع‌آوری و حفظ نسخ خطی، کتاب آثار و احیاء را در مجموعه سه جلدی خود منتشر کرده‌بود. اما نجم‌الدوله از نام واقعی کتاب اطلاع نداشت و آن را با نام در علم فلاحت و زراعت به چاپ رسانید و نام نویسنده اثر را نمی‌دانسته و تنها وی را شخص عالم و سیاحی ذکر می‌کند.
- به کوشش ایرج افشار و منوچهر ستوده، زیر نظر مهدی محقق، مسئول از سوی دانشگاه مک گیل، معلوم شد که کتاب یاد شده در بالا، همان آثار و احیاء است. این کتاب، در سال ۱۳۶۵ توسط انتشارات مؤسسه مطالعات اسلامی دانشگاه مک گیل با همکاری دانشگاه تهران منتشر شد.

## بخش‌های کتاب
- روش نگهداری از دانه‌ها و تخم‌ها

در کیفیت محافظت تخم‌ها و دان‌ها که آن را باید کشتن، اول باید تخم‌ها را از نم نگاه دارند و بعضی باشد که آن را به وقت کشتن از خاک و دغل پاک باید کرد، مانند گندم و جو و امثال آن تا تنک و بی قوت نگردد و بعضی تخم‌ها آن باشد که هر چند کهنه گردد بهتر باشد مانند تخم خربزه و مجموع تخم‌ها را باید که از موش نگاه دارند چه سرگین و شاشه موش تخم‌ها را بزیان برد و عفن گرداند و نیک نروید هم چنین شپشه و امثال آن که در تخم‌ها افتد نگاه باید داشتن و باید تخم‌ها را پاک کرده و خشک کرده و آنچه در باید کرد درکند و آنچه در سبو و خم باید کرد به خنکی و در هوای سرد خنک کرده در جایگاه کند و سر آن را بکل بگیرند و بجایی خنک نهند و از نم نگاه دارند و اگر کندو را به قیر بیندازند، موش راه بدان نتواند کرد. چه دندان موش در همه چیز اثر کند و در قیرش نکند؛ و بعضی تخم‌ها را از حرارت آفتاب نگاه داشت مانند تخم توت و تخم‌های خرد که به حرارت بسوزد و باطل کرد و نروید. چون آفَت کِرم یکی از موش و مورچه باشد خانه‌ها که در او کرم گیرند تمامت آهک اندود کرده باشند و احتیاط تمام کنند تا از آن ایمن باشد؛ و باید که برجها در باغات بسازند تا هم زبل <کبوتر> حاصل شود و هم کبوتر و باغ بدان معمور گردد؛ و کاروانسراها بر سر ره‌ها سازند تا هم خیر باشد و همه زبل به باغات برند.
- کدام درختان از تخم بروید یا با غرس نهال
- در احوال گیاهان گوناگون

در این بخش، گیاهان مثمر و غیر مثمر به‌طور کامل شرح داده می‌شوند که دربارهٔ انگور می‌خوانیم:
اگر کسی خواهد که دانه در انگور نباشد شاخ تاک را بشکافند و میانه آن را بیرون کنند و باز بریسمانی ببندند و برهم چیند و چون انگور دهد بی دانه باشد. اگر کسی خواهد که یک خوشه انگور دانه‌های آن گوناگون باشد چند شاخ تاک را هر یک از رنگی، مانند موی برهم بافند و هر دو سر وی را بریسمانی بربندند تا باز نشود و بکارند چون دو سال بگذرد با یکدیگر یکی شود و بهم روید و خوشه‌های انگور آن مختلف اللون باشد و بر بیشتر دهد و زودتر ببار آید و با قوت تر باشد.
- ساختن کبوترخانه‌ها برای کود

## دسترسی به کتاب
کتاب آثار و احیاء در کتابخانه بنیاد ایران‌شناسی در شهرک والفجر تهران موجود است و امانت داده‌می‌شود.